# Giro del Piemonte 1995
Il Giro del Piemonte 1995, ottantatreesima edizione della corsa, si svolse il 19 ottobre 1995 su un percorso di 188 km. La vittoria fu appannaggio dell'italiano Claudio Chiappucci, che completò il percorso in 4h35'43", precedendo i connazionali Stefano Zanini e Davide Cassani.
Sul traguardo di Torino 56 ciclisti portarono a termine la competizione. 

## Ordine d'arrivo (Top 10)
| Pos. | Corridore          | Squadra                 | Tempo    |
| ---- | ------------------ | ----------------------- | -------- |
| 1    | Claudio Chiappucci | Carrera Jeans-Tassoni   | 4h35'43" |
| 2    | Stefano Zanini     | Gewiss-Ballan           | a 1"     |
| 3    | Davide Cassani     | MG Maglificio-Technogym | s.t.     |
| 4    | Bart Voskamp       | TVM-Gazelle             | s.t.     |
| 5    | Dimitri Konychev   | Aki-Gipiemme            | s.t.     |
| 6    | Erik Dekker        | Novell Software-Decca   | s.t.     |
| 7    | Gianni Faresin     | Lampre-Panaria          | s.t.     |
| 8    | Michele Bartoli    | Mercatone Uno-Saeco     | a 10"    |
| 9    | Stefano Giraldi    | Refin-Cantina Tollo     | a 35"    |
| 10   | Christian Henn     | Deutsche Telekom-Merckx | s.t.     |